# Théorème de Gabriel
En mathématiques, le théorème de Gabriel, démontré par Pierre Gabriel, permet de classer les carquois de type fini en termes de diagrammes de Dynkin.

## Énoncé
Un carquois est dit de type fini s'il a seulement un nombre fini de classes d'isomorphisme de représentations indécomposables. Gabriel en 1972 a classé tous les carquois de type fini, ainsi que leur représentations indécomposables. Plus précisément, le théorème de Gabriel stipule que :
1. un carquois (connexe) est de type fini si et seulement si son graphe sous-jacent (obtenu en oubliant les directions des flèches) est l'un des diagrammes de Dynkin de la classification ADE : {\displaystyle A_{n}}, {\displaystyle D_{n}}, {\displaystyle E_{6}}, {\displaystyle E_{7}}, {\displaystyle E_{8}} ;
2. les représentations indécomposables sont en correspondance bijective avec les racines positives du système de racines du diagramme de Dynkin.

Vlastimil Dlab (en) et Claus Michael Ringel ont trouvé en 1975 une généralisation du théorème de Gabriel valable pour tous les diagrammes de Dynkin d'algèbres de Lie semi-simples de dimension finie, y compris ceux qui ne sont pas simplement lacés (types {\displaystyle B_{n}}, {\displaystyle C_{n}}, {\displaystyle F_{4}}, {\displaystyle G_{2}}).